# Keskerakond
Keskerakond eller Eesti Keskerakond (oversat: Estisk Centerparti) er et socialliberalt centrumsøgende parti i Estland. Efter, at det slog sig sammen med Det estiske pensionistparti (Eesti Pensionäride Erakond) den 20. august 2005, har det næstflest medlemmer blandt de estiske politiske partier. Ved parlamentsvalget i 2007 fik det 26,1 % af stemmene og 29 mandater i nationalforsamlingen (af 101). Det er det største oppositionsparti. Lederen er Edgar Savisaar, som var statsminister i Estland fra 1990 til 1992. Partiet er medlem af De europæiske liberaldemokratiske og reformpartier sammen med blandt andre norske Venstre. I navn og symbolbrug er det også knyttet til de andre nordiske centerpartier, og som Centerpartiet i Norge, Centerpartiet i Sverige og Centern i Finland har det en firkløver som partisymbol. Partiet blev grundlagt den 12. oktober 1991 på grundlag af den tidligere selvstændighedsbevægelse Rahvarinne (Folkefronten).

## Politik
Partiet siger selv, at det har som mål at danne en stærk middelklasse i Estland. Det betegner sig som et "liberalt parti for middelklassen". Det støtter småbedrifter men tillige pensionister, studerende og generelt småindkomsttagere. Ved parlamentsvalget i 1999 gik partiet til valg på indførelse af progressiv indkomstskat som sin vigtigste punkt - Estland er et af de få lande i verden som har flad indkomstskat. Dette er fortsat et hovedpunkt i partiets program. I 2004 inngik det et samarbejde med det russiske parti Forenet Rusland, men dette samarbejde er senere atter lagt på is. Flertallet på partiets landsmøde i 2003 gik imod estisk EU-medlemskab. Partiet, der har det absolutte flertal i hovedstaden Tallinn, fik indført gratis kollektiv trafik for alle bosatte i byen. Gratis kollektiv trafik på landsplan er senere gjort til et andet hovedpunkt i partiets politik.

## Historie
Partiet har taget del i flere koalitionsregeringer siden, det blev stiftet. Det har også været udsat for splittelser og udtrædelser, efter som det estiske partisystem har udviklet sig efter selvstændigheden i 1991. Det var det største parti i Estland ved parlamentsvalgene i 1999 og 2003. Frem til 2007 sad det i en koalitionsregering med det liberalistiske Reformparti og det folkelige Estlands folkeparti, som især repræsenterede landdistrikter og småbyer. Det gik lidt frem ved valget i 2007, men trådte ud af regeringen, og har siden været det største oppositionsparti i landet.

### Tilslutning ved parlamentsvalg 1995-2015
| Årstal | Mandater | Stemmer | Stemmer |
| ------ | -------- | ------- | ------- |
| 2015   | 27       | 24,8 %  |         |
| 2011   | 26       | 23,3 %  |         |
| 2007   | 29       | 26,1 %  |         |
| 2003   | 28       | 25,4 %  |         |
| 1999   | 28       | 23,4 %  |         |
| 1995   | 16       | 14,2 %  |         |